# Chevaliers-jaguars
Les guerriers-jaguars sont des guerriers de l'armée aztèque, dans la Mésoamérique du XVIe siècle.
Ils portaient des coiffes à l’effigie du jaguar et des vêtements imitant la fourrure de cet animal, choisi comme totem par ces guerriers car il s’agissait du plus féroce des prédateurs de la jungle d’Amérique centrale. Cette unité faisait sans doute office d’infanterie lourde et servait à attaquer le principal corps ennemi. Elle était certainement avantagée dans les combats contre les troupes légères prises par surprise ou assez insensées pour l’attaquer.
Ces guerriers venaient de la noblesse aztèque qui, après avoir fait montre de leur bravoure en capturant au moins cinq prisonniers, pouvaient prétendre devenir guerriers jaguars.
Cette position était particulièrement enviée car elle donnait droit à de nombreux avantages ainsi qu'à une place privilégiée dans l'au-delà.